# Suttoniella eriobotryae
Suttoniella eriobotryae är en svampart som först beskrevs av S. Ahmad, och fick sitt nu gällande namn av S. Ahmad 1961. Suttoniella eriobotryae ingår i släktet Suttoniella, divisionen sporsäcksvampar och riket svampar.   Inga underarter finns listade i Catalogue of Life.